# جين رولاند
جين رولاند (بالإنجليزية: Gene Roland)‏ هو عازف جاز وعازف بيانو وملحن أمريكي، ولد في 15 سبتمبر 1921 في دالاس في الولايات المتحدة، وتوفي في 11 أغسطس 1982 في نيويورك في الولايات المتحدة.

## وصلات خارجية
- جين رولاند على موقع ميوزك برينز (الإنجليزية)
- جين رولاند على موقع أول ميوزيك (الإنجليزية)
- جين رولاند على موقع ديسكوغز (الإنجليزية)